# Francisco Alguersuari
Francisco Paco Duran i Alguersuari (1919 - Barcelona, 9 oktober 2009) was een Spaans sportfotograaf.
Alguersuari versloeg als fotograaf sinds 1955 meer dan 25 edities van de Ronde van Frankrijk en de Ronde van Spanje, 20 edities van de Ronde van Italië en zes Olympische Spelen. Hij was de grootvader van de autocoureur Jaime Alguersuari.
Alguersuari overleed op 9 oktober 2009.
- Biblioteca Nacional de España: XX1698007
- Gemeinsame Normdatei: 174367120
- International Standard Name Identifier: 0000 0000 7294 1994
- Virtual International Authority File: 102345808
- WorldCat: E39PBJv8Cr4ctKQkk847mFwBfq